# Njachatjava
Njachatjava (vitryska: Няхачава) är en by i Belarus.   Den ligger i voblasten Brests voblast, i den västra delen av landet, 210 km sydväst om huvudstaden Minsk. Njachatjava ligger 148 meter över havet och antalet invånare är 1 200.

## Natur och klimat
Terrängen runt Njachatjava är platt. Närmaste större samhälle är Ivatsevіtjy, 11,7 km nordost om Njachatjava. 
I omgivningarna runt Njachatjava växer i huvudsak blandskog. Runt Njachatjava är det ganska glesbefolkat, med 38 invånare per kvadratkilometer.